# 古斯塔夫三世的咖啡实验

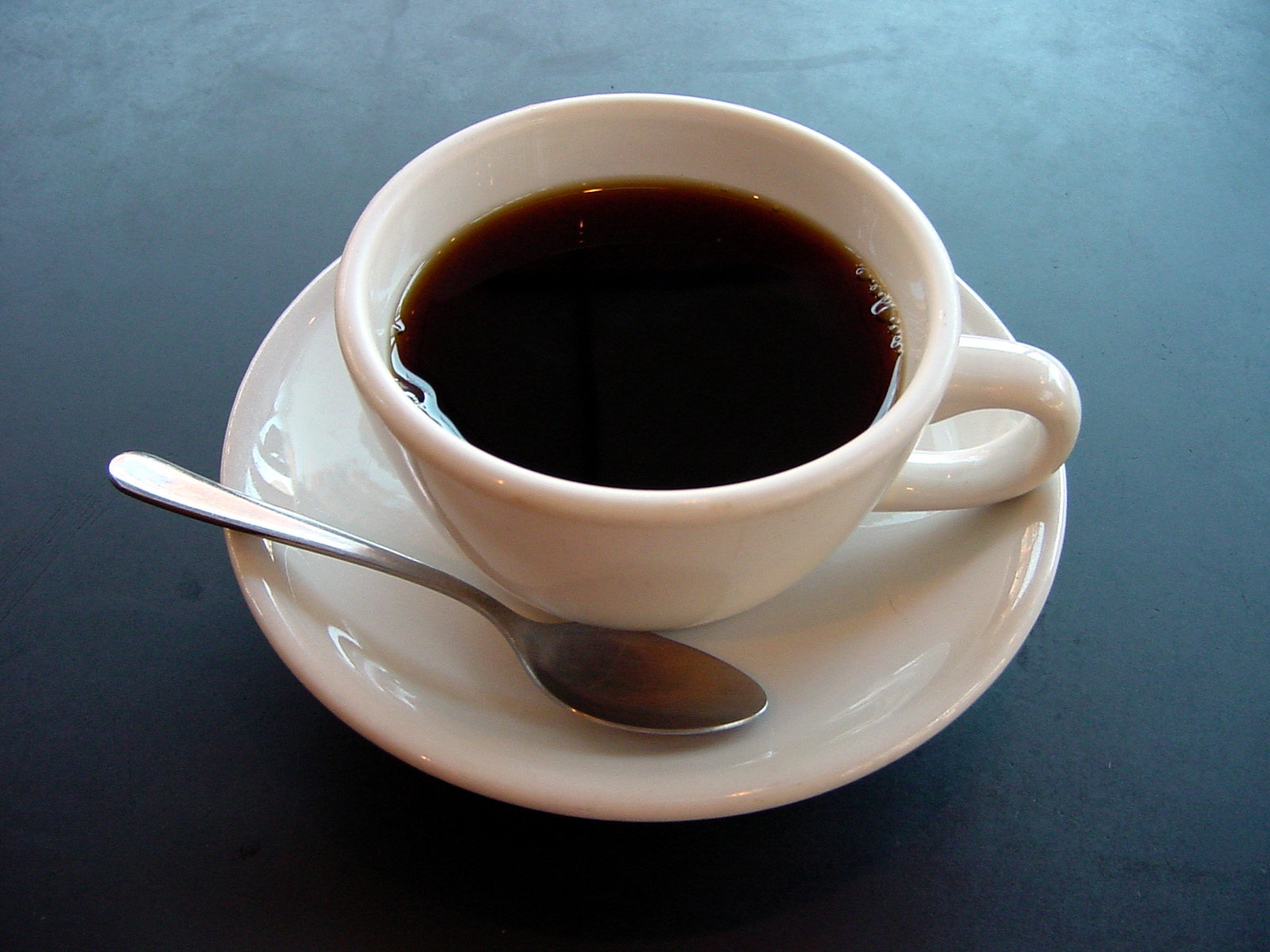
咖啡在18世纪的瑞典仍被当作毒物

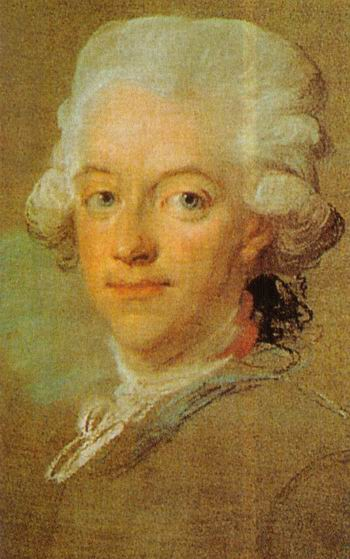
古斯塔夫三世国王（1746－1792，1771年－1792年在位）

18世纪末期，当时的瑞典国王古斯塔夫三世为了研究咖啡对于人体健康的影响，组织了一场有趣的双生子研究实验。尽管时至今日该实验的可靠程度仍受质疑，但这项实验确实证明了人类早在18世纪，就发现咖啡事实上是一种无毒的饮料。

## 背景
咖啡在约1674年登上瑞典的土地，但直到18世纪，它才在富裕阶层中流行起来。在1746年，瑞典发布了皇家诏令文书，禁止饮用茶和咖啡。施政者对咖啡消费课以重税，交不起税者则被处以罚款并没收杯盏。不久后，咖啡消费即被完全禁止；尽管如此，人们仍暗中饮用咖啡。古斯塔夫国王担心咖啡危害公众健康，决定下令开展实验以证明咖啡的副作用。

## 实验
国王令两名被判处死刑的同卵双胞胎作为受试者，将他们减刑為终身监禁，条件是從此其中一人每日饮三壶茶，而另一人每天喝下三壶咖啡。国王找来两位医生监视这个实验，并让他们向国王报告发现的反应。但不幸的是，在整个实验完成前，两位医生便去世了。而国王自己则在1792年遭暗杀，也未能亲眼见证实验的结果。那两名罪犯中，饮茶者先以83岁之龄辞世，而喝咖啡者的死期不明。

## 后续
1794年，瑞典政府再次尝试咖啡禁令。此禁令直到19世纪20年代已更新了多次，但并未彻底断绝咖啡消费。禁令一解除，咖啡就成了瑞典人主要饮用的饮料。自此，瑞典变成了世界上人均消费咖啡最多的国家之一。